# De Bem com a Vida - Ao Vivo
De Bem com a Vida - Ao Vivo é o segundo álbum ao vivo e o segundo DVD da dupla sertaneja brasileira Rionegro & Solimões. Foi lançado em 2004 pela Universal Music. Trazendo grandes sucessos da dupla como "Na Sola da Bota", "Frio da Madrugada", "Bate o Pé", "De São Paulo à Belém", "Tô Por Aí", "Só Alegria", entre outros. Além da inédita "De Bem Com a Vida" (que dá nome ao álbum) e o sucesso "Esperando na Janela" (regravação de Cogumelo Plutão). "Floresce" entrou para a trilha sonora de Cabocla. O álbum chegou a marca de 550 mil cópias vendidas e conquistou discos de platina e platina duplo.

## Faixas
| Edição de CD   |                                                 |                                                  |         |  |
| N.º            | Título                                          | Compositor(es)                                   | Duração |  |
| 1.             | "Vai Começar de Novo (Clima de Amor)"           | Rionegro                                         | 3:48    |  |
| 2.             | "Amor Desencontrado"                            | Rionegro                                         | 3:33    |  |
| 3.             | "Movido Pela Emoção"                            | Rionegro                                         | 3:19    |  |
| 4.             | "Esperando na Janela"                           | Blanch van Gogh                                  | 3:30    |  |
| 5.             | "O Grito da Galera"                             | Toninho Mesquita                                 | 3:06    |  |
| 6.             | "Não Tô Nem Aí"                                 | Toninho Mesquita / Rionegro                      | 3:25    |  |
| 7.             | "Tendel"                                        | Emílio                                           | 3:19    |  |
| 8.             | "De Bem Com a Vida"                             | Chico Amado                                      | 2:49    |  |
| 9.             | "Tô Por Aí"                                     | Felipe / Valeria                                 | 3:37    |  |
| 10.            | "No Fim Desta Estrada"                          | Jhesus Britto / Guto Santana                     | 3:48    |  |
| 11.            | "Lenha"                                         | Zeca Baleiro                                     | 3:42    |  |
| 12.            | "Planeta Azul"                                  | Xororó / Ademir                                  | 3:26    |  |
| 13.            | "Frio da Madrugada"                             | Pinocchio                                        | 5:00    |  |
| 14.            | "Boiadeiro e Violeiro"                          | Rionegro                                         | 3:48    |  |
| 15.            | "Na Sola da Bota"                               | Chico Amado                                      | 2:53    |  |
| 16.            | "Só Alegria"                                    | Rionegro / Solimões                              | 3:15    |  |
| 17.            | "Bate o Pé"                                     | Dermes / Rionegro                                | 2:45    |  |
| 18.            | "Pot-Pourri: Estrela Guia / A Gente Se Entrega" | Toninho Mesquita; Pinocchio                      | 3:35    |  |
| 19.            | "Tá Mentindo"                                   | Pinocchio                                        | 2:09    |  |
| 20.            | "Floresce" (Faixa Bônus)                        | Nil Bernardes / Marcelo Barbosa / Bozzo Barretti | 3:49    |  |
| Duração total: | Duração total:                                  | Duração total:                                   | 1:08:00 |  |

| Edição de DVD  |                                                 |                                                  |         |  |
| N.º            | Título                                          | Compositor(es)                                   | Duração |  |
| 1.             | "Abertura"                                      | Rionegro & Solimões                              | 0:57    |  |
| 2.             | "Vai Começar de Novo (Clima de Amor)"           | Rionegro                                         | 3:45    |  |
| 3.             | "Rodopiou"                                      | Emílio                                           | 2:43    |  |
| 4.             | "Movido Pela Emoção"                            | Rionegro                                         | 3:17    |  |
| 5.             | "Tendel"                                        | Emílio                                           | 3;15    |  |
| 6.             | "No Fim Desta Estrada"                          | Jhesus Britto / Guto Santana                     | 3:50    |  |
| 7.             | "Tô Por Aì"                                     | Felipe / Valéria                                 | 3;37    |  |
| 8.             | "Pot-Pourri: Estrela Guia / A Gente Se Entrega" | Toninho Mesquita; Pinocchio                      | 3:40    |  |
| 9.             | "Tá Mentindo"                                   | Pinocchio                                        | 2:02    |  |
| 10.            | "Esperando na Janela"                           | Blanch van Gogh                                  | 3:15    |  |
| 11.            | "O Grito da Galera"                             | Toninho Mesquita                                 | 3:02    |  |
| 12.            | "Amor Desencontrado"                            | Rionegro                                         | 3:29    |  |
| 13.            | "Não Tô Nem Aí"                                 | Toninho Mesquita / Rionegro                      | 3:21    |  |
| 14.            | "Só Lembranças"                                 | Rionegro / Domiciano                             | 3:00    |  |
| 15.            | "Lenha"                                         | Zeca Baleiro                                     | 3:42    |  |
| 16.            | "O Menino da Porteira"                          | Teddy Vieira / Luizinho                          | 2:51    |  |
| 17.            | "Planeta Azul"                                  | Xororó / Aldemir                                 | 3:24    |  |
| 18.            | "Boiadeiro e Violeiro"                          | Rionegro                                         | 3:49    |  |
| 19.            | "De Bem Com a Vida"                             | Chico Amado                                      | 2:55    |  |
| 20.            | "Clima de Rodeio"                               | Marcelo Kju                                      | 3:39    |  |
| 21.            | "Na Sola da Bota"                               | Chico Amado                                      | 2:56    |  |
| 22.            | "Só Alegria"                                    | Rionegro / Solimões                              | 3:17    |  |
| 23.            | "Bate o Pé"                                     | Rionegro / Dermes                                | 2:46    |  |
| 24.            | "Esperando na Janela"                           | Blanch                                           | 3:37    |  |
| 25.            | "Frio da Madrugada"                             | Pinocchio                                        | 4:56    |  |
| 26.            | "Peão Apaixonado"                               | Pinocchio                                        | 3:17    |  |
| 27.            | "De São Paulo à Belém"                          | Pinocchio / Nilma                                | 3:02    |  |
| 28.            | "Floresce" (Faixa Bônus - Videoclipe)           | Nil Bernardes / Marcelo Barbosa / Bozzo Barretti | 3:48    |  |
| Duração total: | Duração total:                                  | Duração total:                                   | 1:30:22 |  |

## Pré-masterização de DVD
- Autoração: Mosh Studios
- Técnico de autoração: Ronaldo Martines
- Supervisão Geral: Oswaldo Malagutti Jr.
- Telas e animações: Estúdio Becco
- Legendagem: Subtitling Online

## Certificações
| Brasil - ABPD                             | 2× Platina | 2004 | 500.000 |
| Brasil - ABPD DVD                         | Platina    | 2005 | 50.000* |
| *número de vendas baseado na certificação |            |      |         |